# Kryštofovy Hamry
Kryštofovy Hamry là một làng thuộc huyện Chomutov, vùng Ústecký, Cộng hòa Séc.